# Fundação B612
Fundação B612 (inglês: B612 Foundation) é uma fundação astronômica privada, dedicada a proteger a Terra de impactos de asteróides. Seu objetivo, a médio prazo, é criar condições para alterar a órbita de um asteróide de maneira significativa até 2015.
O projeto cresceu a partir de uma oficina de trabalho realizada durante um dia de estudos e debates sobre asteróides no Centro Espacial Lyndon Johnson, organizado pelo astrofísico e professor Piet Hut e pelo astronauta Edward Lu, em 20 de outubro de 2001.
Um ano depois, em outubro de 2002, a fundação foi criada por Lu, Hut e pelo astronauta Russell Schweickart, também participante da workshop realizada um ano antes. Seu nome deriva do asteróide do livro de Antoine de Saint-Exupéry, O Pequeno Príncipe.
A sede da organização, não-governamental e sem fins lucrativos, fica em Tiburon, na Califórnia, e as contribuições financeiras feitas a ela são livres de imposto.